# Sabine Hering

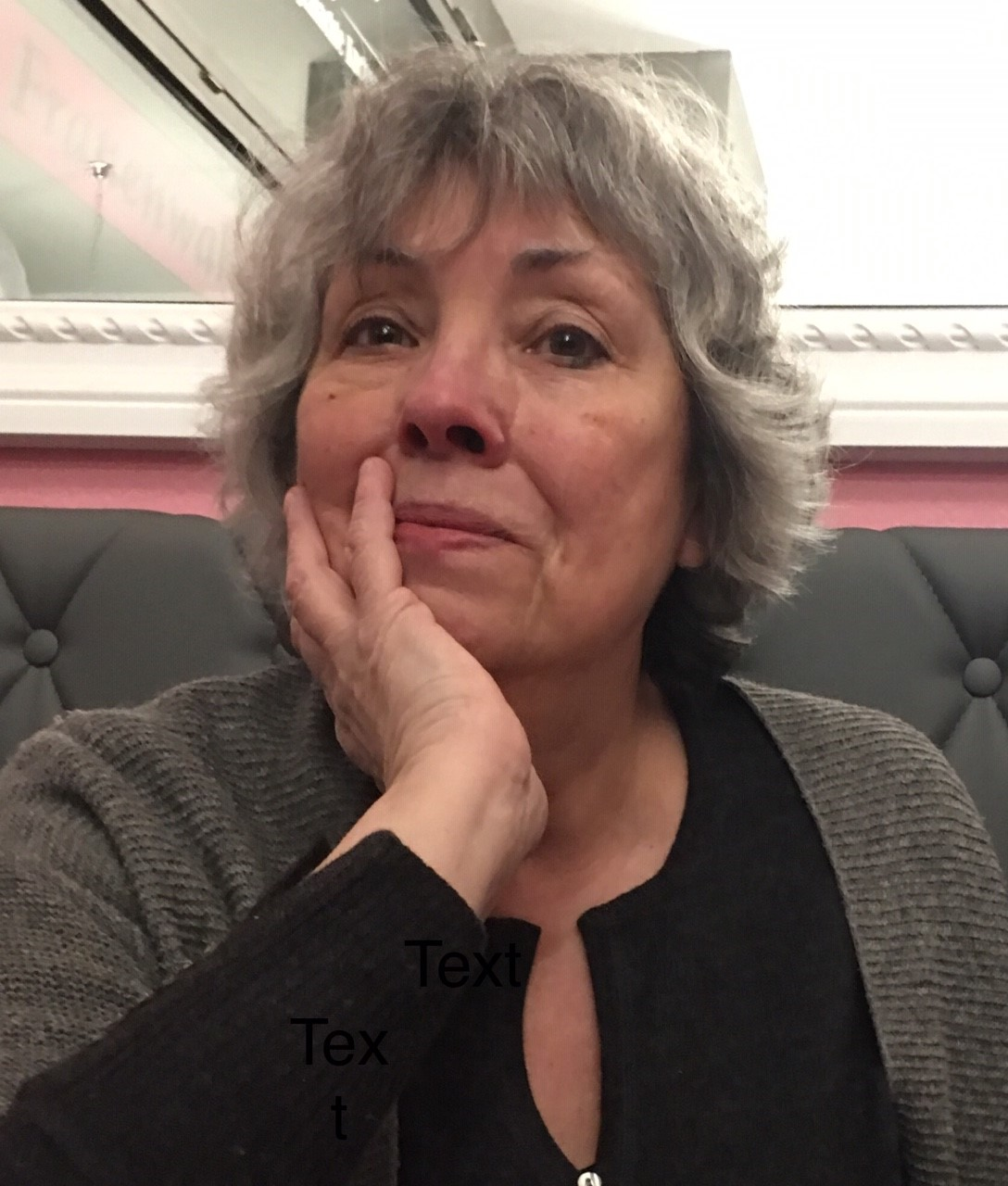
Sabine Hering 2019

Sabine Hering (* 7. August 1947 in Hamburg) ist eine deutsche Sozialwissenschaftlerin. Ihre Forschungsschwerpunkte sind die Geschichte der Frauenbewegung, deutsche und internationale Wohlfahrtsgeschichte und die Geschichte der Sozialdemokratie.

## Leben und Werk
Sabine Hering wuchs in einem liberalen Elternhaus auf und machte ihr Abitur 1967 auf dem Helene-Lange-Gymnasium in Hamburg. Sie studierte Soziologie, Linguistik und Literaturwissenschaft an der Universität Hamburg und wurde 1973 promoviert. Ihre wissenschaftliche Laufbahn begann an der Eberhard Karls Universität Tübingen und danach von 1975 bis 1984 an der Gesamthochschule Kassel, wo sie mit Kolleginnen 1983 das Archiv der deutschen Frauenbewegung – heute Stiftung Archiv der deutschen Frauenbewegung – gründete. Nach einigen Jahren freiberuflicher Tätigkeit, u. a. bei der Bundeszentrale für politische Bildung, habilitierte sie sich im Jahre 1989 an der TU Berlin mit einer Arbeit über die Frauenbewegung im Ersten Weltkrieg. Nach einer Vertretungsprofessur 1991/92 an der Johann-Wolfgang-Goethe-Universität Frankfurt am Main war sie von 1993 bis 2012 Professorin an der Universität Siegen mit den Schwerpunkten Sozialpädagogik, Gender und Wohlfahrtsgeschichte, unterbrochen von einer Vertretungsprofessur in den Jahren 2000/2001 an der Freien Universität Berlin. Von 2006 bis 2010 war sie Direktorin des Kompetenzzentrums der Universität Siegen, Sprecherin des Zentrums für Gender Studies (Gestu_S) und Prorektorin für Studium und Lehre.
Seit Herbst 2012 lebt Sabine Hering in Potsdam.
Die wesentlichen Arbeitsfelder der vergangenen Jahre waren u. a.:
- Beratung beim Aufbau des Digitalen Deutschen Frauenarchivs (Berlin),
- Planung und Durchführung des Projekts Frauenwahllokal anlässlich 100 Jahre Frauenstimmrecht in Deutschland (2018/19),
- Aufbau und Leitung der Historischen Kommission der SPD Brandenburg,
- Aufarbeitung von Schriften aus dem  Nachlass von C. Wolfgang Müller (jetzt im DZI Berlin)
- Kuratierung der Wanderausstellung „Führende Persönlichkeiten aus 100 Jahren ZWST“ (1917–2027)
- Arbeiten an der Biografie des Potsdamer Anwalts und Sozialdemokraten Dr. Ludwig Levy (1883–1966)
- Beratung und Leitung des Projekts Frauenorte als Sprecherin des Frauenpolitischen Rates im Land Brandenburg.
- Arbeiten zur Rekonstruktion der Entstehungsgeschichte der Sozialpädagogik an der Universität Siegen (mit Dagmar Schulte)
- Planung des Regine-Hildebrandt-Mentoring-Programms der ASF Brandenburg für das Jahr 2023.

## Auszeichnungen
Am 4. Dezember 2018 verlieh ihr Bundespräsident Frank-Walter Steinmeier für ihre Verdienste um die Erforschung und Dokumentation der Geschichte der Deutschen Frauenbewegung das Bundesverdienstkreuz.

## Schriften (Auswahl)

### Auswahl seit 2009
- Bildungsreform und Sozialpädagogik – auf den Schultern ‚bewegter‘ Frauen. In SiSo 1/2022
- C. Wolfgang Müller: Die Zeiten ändern sich – wir ändern die Zeiten – Erinnerungen – Vermächtnis – Essays. Hg. von Sabine Hering und Detlef Ullenboom (Beltz 2022)
- Sozialdemokratie in Brandenburg (1933-1989/90) Lebenswege zwischen Widerstand, Vereinnahmung und Neubeginn Dietz 2022
- Sozialdemokratie in Brandenburg (1868-1933) Lebenswege zwischen Aufbrauch, Aufstieg und Abgrund Dietz 2021
- Hedwig Dohm. Der Frauen Natur und Recht (1876), in: Geschichte des politischen Denkens. Das 19. Jahrhundert. Suhrkamp 2021, S. 612–626
- Wir wollen die Seele Die jüdische Jugendbewegung, ihre sozialen Aufgaben und die Hilfe zur Selbsthilfe, in: Die jüdische Jugendbewegung, Hentrich&Hantrich 2021, S. 170–175
- Geschichte der Kindheit im Heim. Hg. Stiftung Großes Waisenhaus zu Potsdam. 2018.
- Führende Persönlichkeiten  aus 100 Jahren ZWST. Hg. Zentralwohlfahrtsstelle der Juden in Deutschland. Frankfurt/Main 2018.
- Aufbruch aus der Unmündigkeit – die Soziologin Helge Pross. Eine biographische Skizze im Spiegel ihres Nachlasses. Siegen 2018.
- 100 Jahre Zentralwohlfahrtsstelle der Juden in Deutschland. FH-Verlag, 2017.
- Was ist Soziale Arbeit? Traditionen – Widersprüche – Wirkungen. Opladen 2013
- Geschichte der sozialen Arbeit – Eine Einführung. Und: Ein Quellenband. Juventa Verlag, Weinheim 2013 (mit Richard Münchmeier).
- Die Gründung und die Gründer – 40 Jahre Universität Siegen. Universi, Siegen 2012.
- Social Care under State Socialism (1945–1989) – Ambitions, Ambiguities, and Mismanagement. Opladen 2009.

### Auswahl vor 2009
- Sorge um die Kinder – Beiträge zur Geschichte von Kindheit, Kindergarten und Kinderfürsorge.Juventa, Weinheim 2007 (mit Wolfgang Schröer).
- Bürgerschaftlichkeit und Professionalität – Wirklichkeit und Zukunftsperspektiven Sozialer Arbeit. VS Verlag, Wiesbaden 2007.
- „Leicht hatten wir es nicht“ – Siegerland und Wittgenstein im Spiegel von Lebensgeschichten im 20. Jahrhundert. Vorländer, Siegen 2007 (mit Gerhard Mahlich).
- Jüdische Wohlfahrt im Spiegel von Biographien.  FH Verlag, Frankfurt am Main 2006.
- Das verwahrloste Mädchen’ – Diagnostik und Fürsorge in der Heimerziehung zwischen Kriegsende und Reform (1945–1965). Verlag Barbara Budrich, Opladen 2006 (mit Eva Gehltomholt).
- Guardians of the Poor – Custodians of the Public. History of Eastern European Welfare History, (in deutsch und englisch). Verlag Barbara Budrich, Opladen 2006 (mit Berteke Waaldijk).
- Das BDM-Werk „Glaube und Schönheit“. Die Organisation junger Frauen im Nationalsozialismus. Leske und Budrich, Opladen 2004, 2. Auflage (mit Kurt Schilde).
- Toleranz – Weisheit, Liebe oder Kompromiß? Multikulturelle Diskurse und Orte. Leske und Budrich, Opladen 2004.
- ‚Liebe allein genügt nicht’ – Historische und systematische Dimensionen der Sozialpädagogik. Opladen 2004 (mit Ulrike Urban).
- Die Rote Hilfe. Die Geschichte der internationalen Wohlfahrtsorganisation und ihrer sozialen Aktivitäten in Deutschland 1921 – 1941. Leske und Budrich, Opladen 2003 (mit Kurt Schilde).
- Die Geschichte der Sozialen Arbeit in Europa (1900–1960). Wichtige Pionierinnen und ihr Einfluss auf die Entwicklung internationaler Organisationen. Leske und Budrich, Opladen 2002.
- Wegbereiterinnen der modernen Sozialarbeit. Texte und Biographien zur Entwicklung der Wohlfahrtspflege. Juventa, Weinheim 1999, (mit Maike Eggemann).
- Wohin führt der lange Marsch? Die politische Erwachsenenbildung der 68er. Gespräche. Dipa, Frankfurt am Main 1996 (mit H.G. Lützenkirchen).
- Anders werden. Die Anfänge der politischen Erwachsenenbildung in der DDR. Gespräche. Overall Verlag,  Berlin 1995 (mit H. G. Lützenkirchen).
- Die Kriegsgewinnlerinnen – Praxis und Ideologie der deutschen Frauenbewegung im Ersten Weltkrieg. Centaurus, Pfaffenweiler 1992, ISBN 978-3-89085-368-0.
- Wegweiser. Die politische Erwachsenenbildung nach dem Kriege. BpB, Bonn 1992 (mit H. G. Lützenkirchen).

## Mitgliedschaften
- Mitglied der Historischen Kommission der SPD Brandenburg (Sprecherin des Vorstands) (www.hiko-sozialdemokratie-brandenburg.de)
- Mitglied im Arbeitskreis ‚Jüdische Wohlfahrt’ (akjw.hypotheses.org)
- Mitglied des Netzwerkes Frauen- und Geschlechterforschung NRW (www.fgf.nrw.de)
- Mitglied der SPD seit 2017
- Mitglied im Kuratorium der Potsdamer Bürgerstiftung seit 2021
- Mitglied der Arbeitsgemeinschaft Sozialdemokratischer Frauen Brandenburg (stellvertretende Vorsitzende)
- Mitglied im Sprecherinnenrat des Frauenpolitischen Rats Brandenburg (www.frauenpolitischer-rat.de)
- Mitglied im Brandenburger Forum für Sozial- und Demokratiegeschichte e. V. (stellv. Vorsitzende)